# 簇生金錢菇
簇生金錢菇（学名：Collybia confluens），分布於台灣，歐洲，日本，北美地區，為口蘑科植物，也是上述地區常見土棲腐生野菇之一種。該種中小型野菇生長於夏天的中海拔林區，數天生，肉質軟硬，菌蓋2.5cm-3.5cm寬，不適合食用。